# Neocheiridium pusillum
Neocheiridium pusillum är en spindeldjursart som beskrevs av Volker Mahnert 1982. Neocheiridium pusillum ingår i släktet Neocheiridium och familjen dvärgklokrypare. Inga underarter finns listade i Catalogue of Life.